# 南迴線

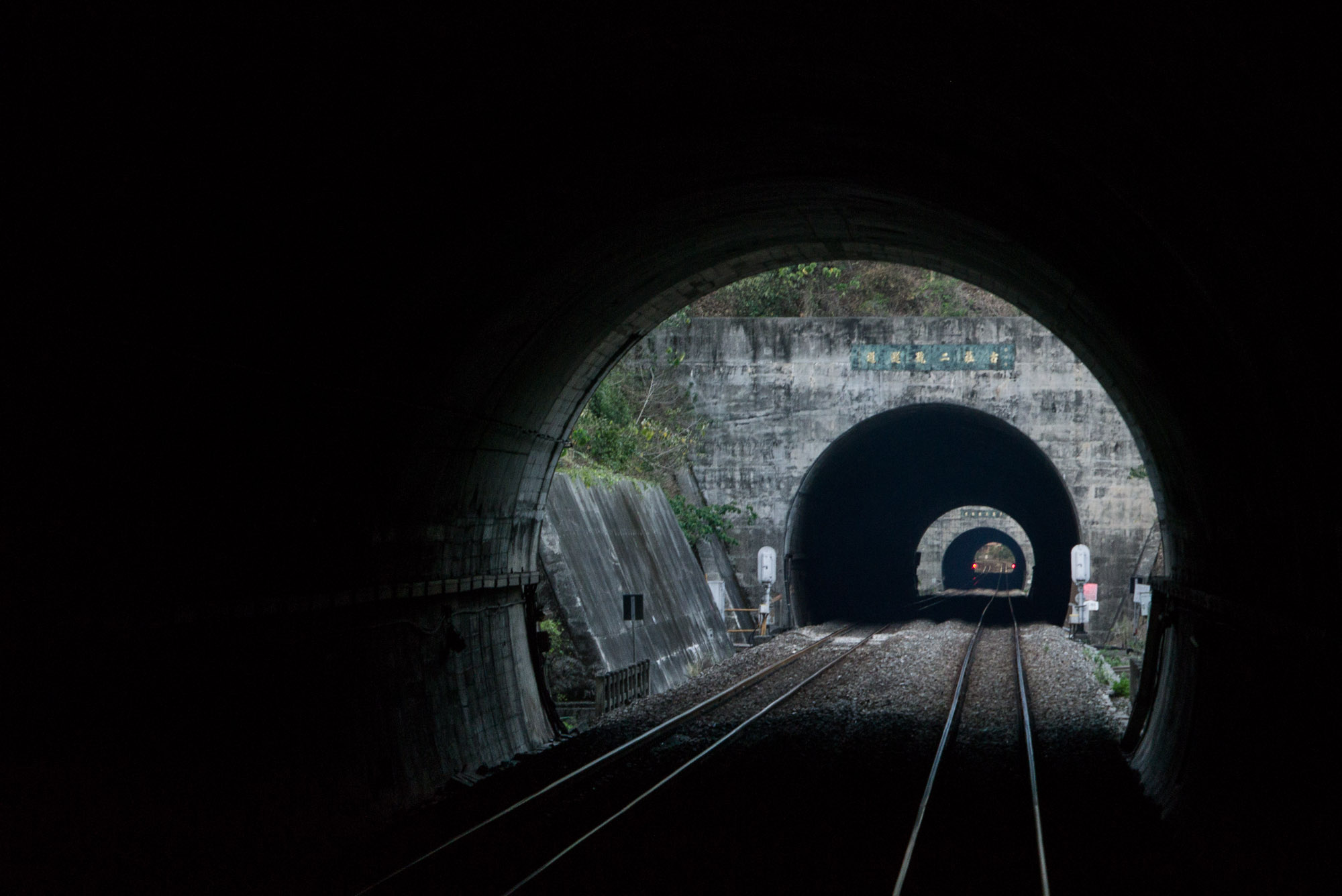
以一座接一座的隧道與橋樑為運行方式通過中央山脈，形成南迴線的一大特色景觀

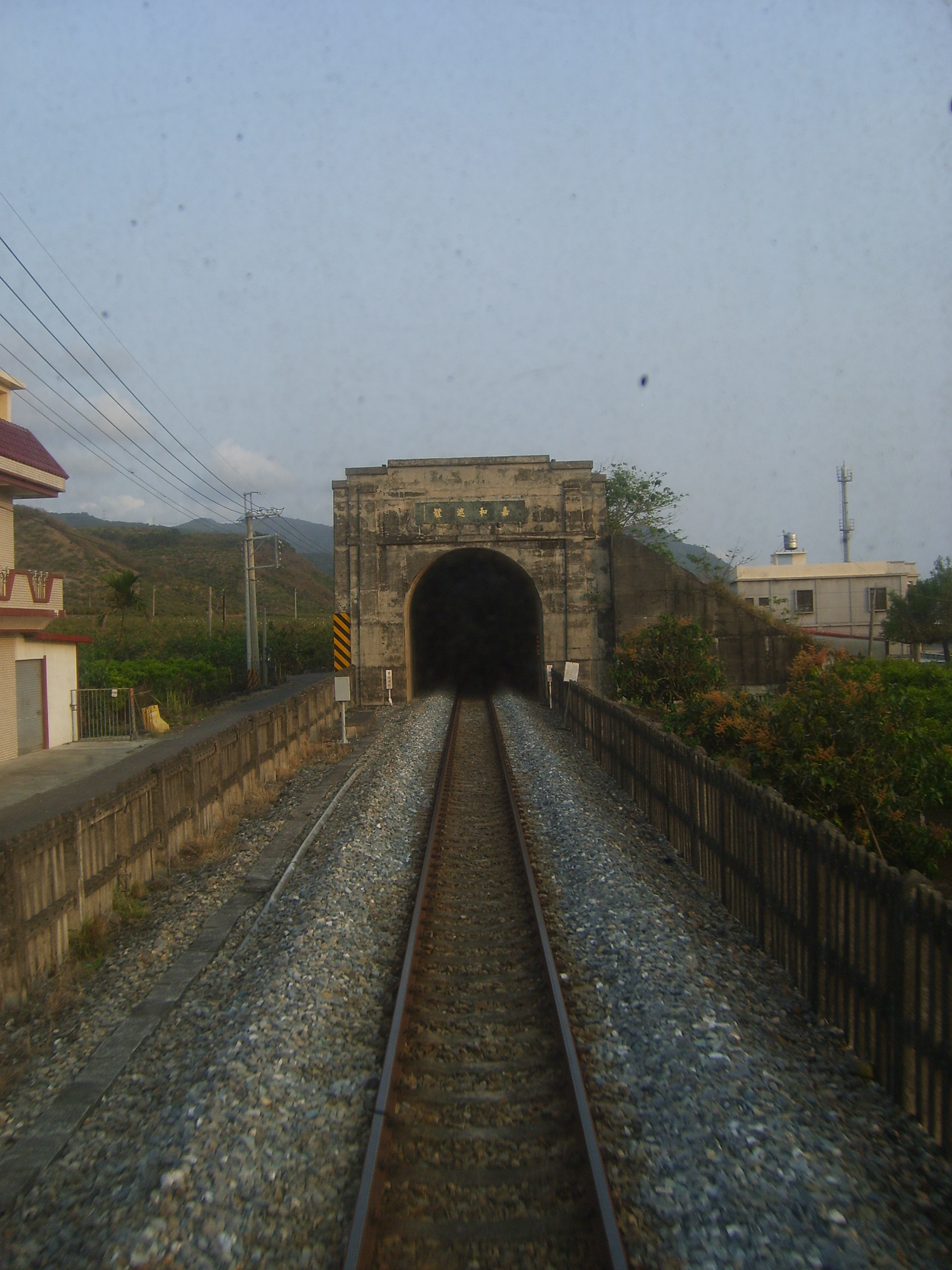
防止中華民國國軍砲彈擊中列車而建的嘉和遮體，南迴線成為全臺灣唯一有假隧道的鐵路，形成一大特色景觀

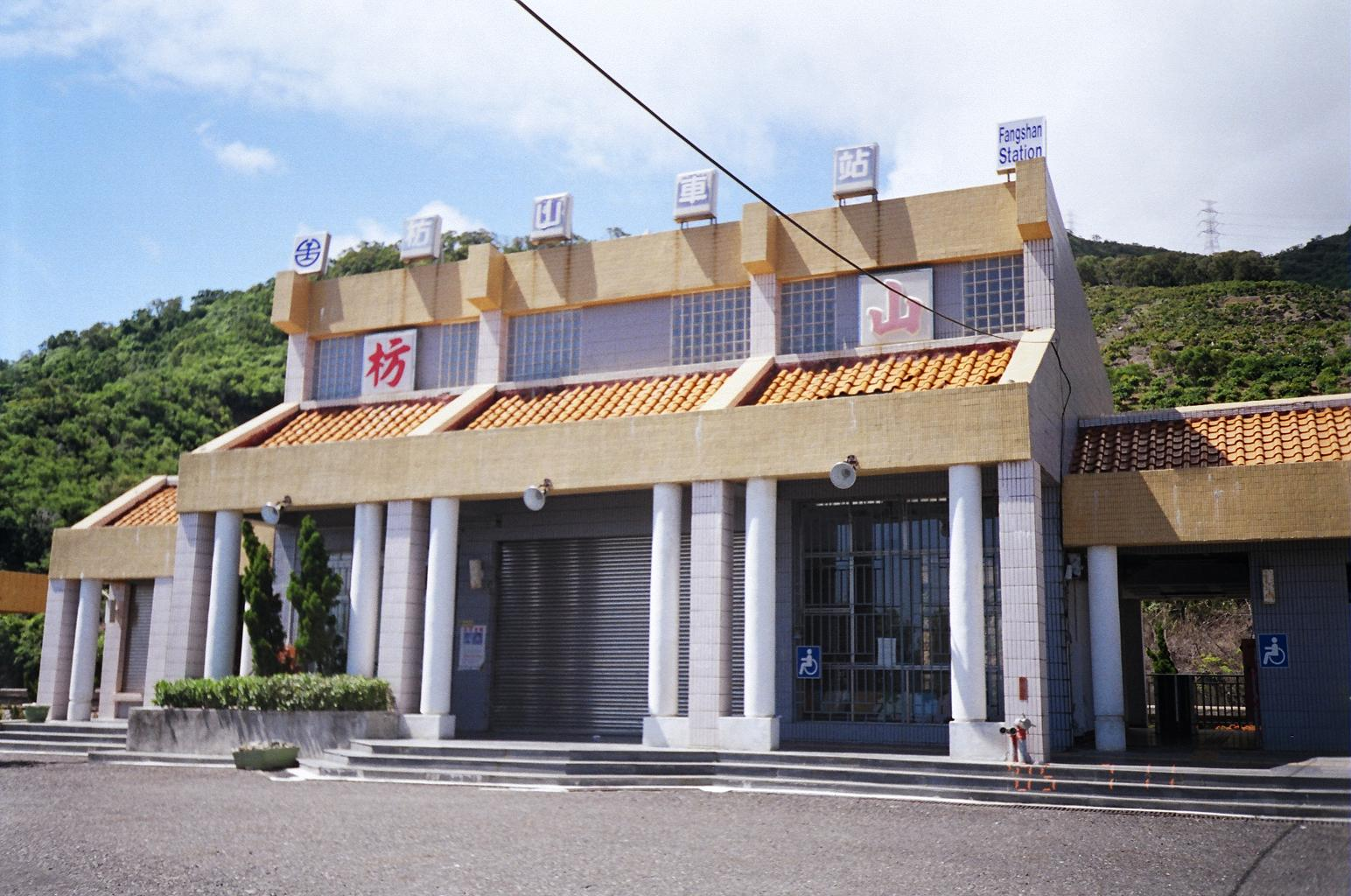
南迴線擁有全臺灣最南端的車站：枋山車站

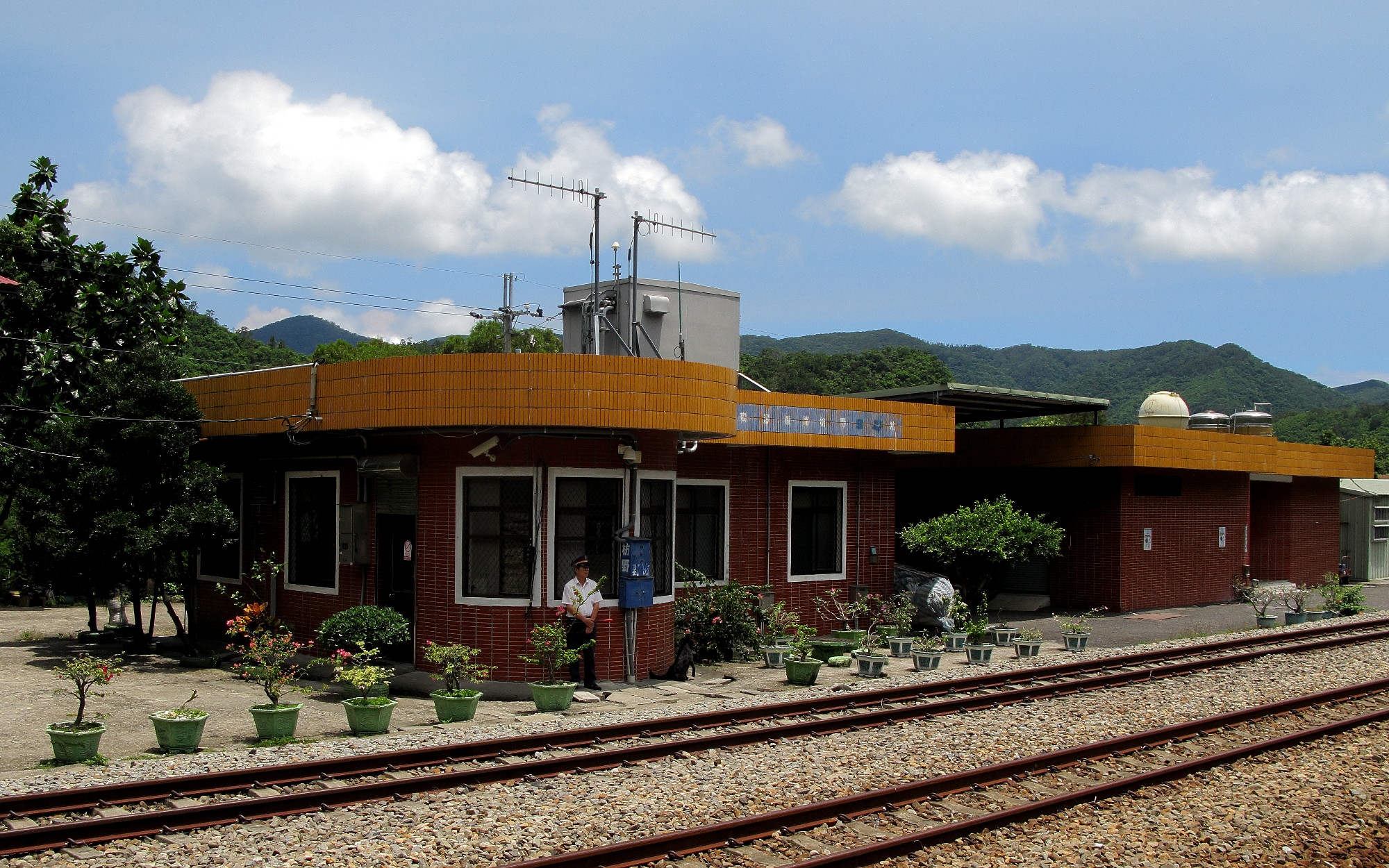
枋野號誌站是南迴線唯一設有站體而無月台的不停靠車站，卻肩負列車交會、遙控中央號誌站、監控枋野二號橋的測風儀等多種重要工作

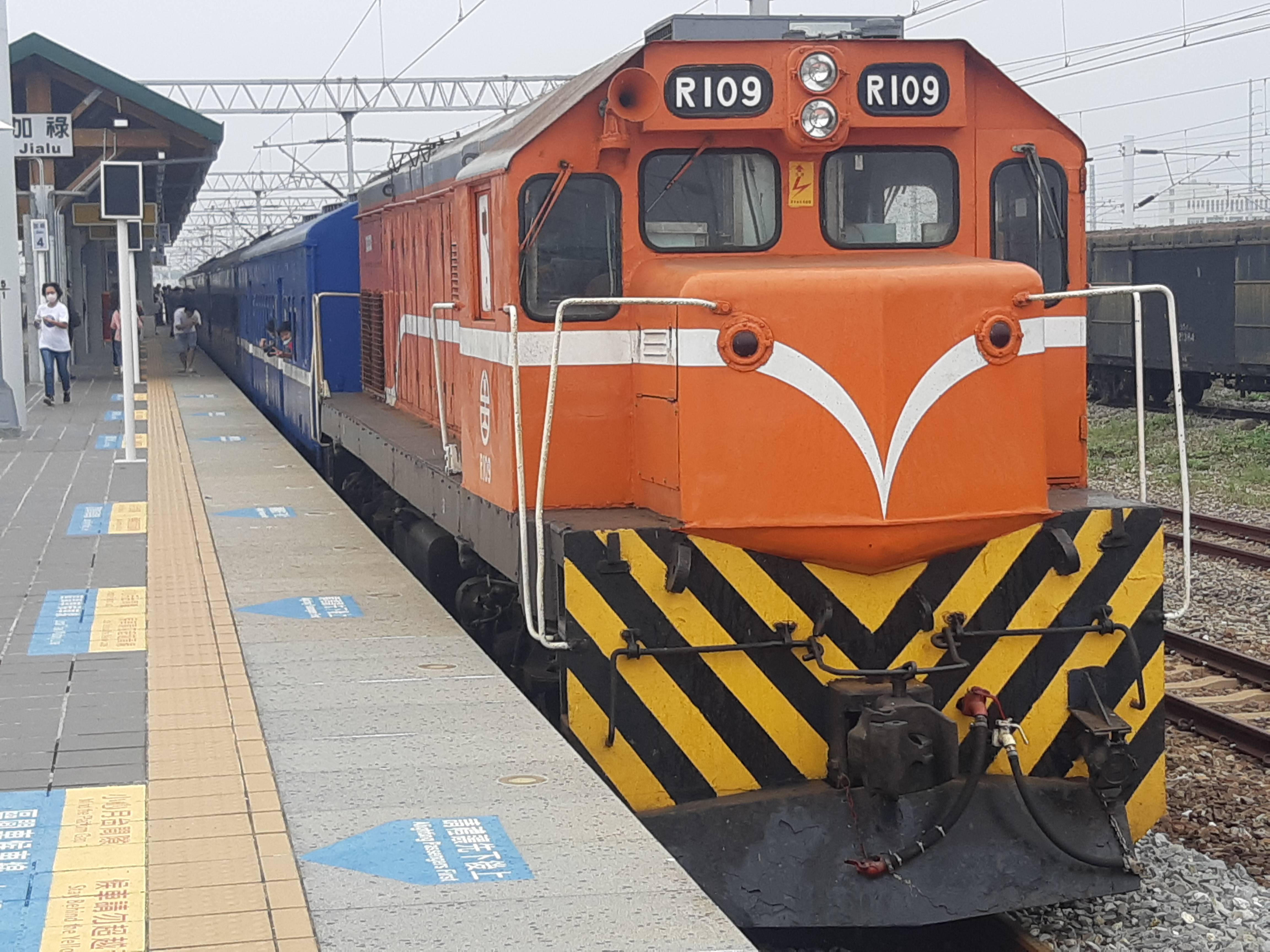
南迴線為無空調普快車最後的舞台，圖為普快車停靠加祿車站

南迴線，又名南迴鐵路，位於臺灣臺東縣、屏東縣，是一條由臺灣鐵路公司所經營的傳統鐵路幹線，西起枋寮車站，東至臺東車站，1992年開始營運，是臺鐵最晚開通的主要幹線，途經之路段多為深山地區，人煙極為稀少。
因應中華民國政府「西部高鐵，東部快鐵」鐵路交通政策，南迴線鐵路電氣化工程於2020年12月20日上午7時33分首航，於2020年12月23日完工通車。

## 路線資料
- 經營管轄：臺灣鐵路管理局→臺灣鐵路公司
- 路線距離：（枋寮車站＝臺東車站間）98.2公里
- 軌距：1,067 毫米（窄軌）
- 車站數：14（含起訖車站、2個號誌站）
- 完工時間：1991年10月
- 通車時間：1991年12月16日（僅通車典禮，履勘未通過，尚無法營運。開行為期9天的試乘列車，後暫停對外營運。）
- 營運日期：1992年1月12日（履勘通過，正式開始營運。）
- 雙線區間：中央號誌站＝古莊號誌站（16.9公里）
- 電氣化鐵路區間：全線（交流25KV）
- 台灣環島鐵路網中最後通車及電氣化路線
- 路線最高點：海拔175公尺，位於中央隧道內
- 隧道數：36座
  - 加祿＝內獅間：嘉和遮體（假隧道）
  - 內獅＝枋山間：內獅、枋電一～二號
  - 枋山＝枋野間：枋山一～五號、枋野一號
  - 枋野＝中央號誌間：枋野二號、枋野三號
  - 中央號誌＝古莊間：中央（臺鐵第二長隧道，僅次於北迴線新觀音隧道）、菩安、安朔、古莊一～三號
  - 古莊＝大武間：古莊四～七號、大武一號
  - 大武＝瀧溪間：大武二號、大鳥、加津林、富山、大竹一號
  - 瀧溪＝金崙間：大竹二～三號、新多良一號（南迴鐵路電氣化新建改線路段，取代瀧溪、大竹四號、多良一號等三座隧道）、多良二號、多良二之一號
  - 金崙＝太麻里間：金崙、香蘭
  - 太麻里＝知本間：新吉
- 平交道數：12座[2]

## 概述
臺灣日治時期就有興建屏東和台東間橫斷鐵路的計畫，但是因施工困難等問題而未付諸實行。第二次世界大戰後，臺灣省政府於1947年、1958年、1963年、1968年及1976年進行勘察測量與紙上選線，所採起訖地點，共有十種方案，最終奉行政院核定以施工較易、工期較短及經費較省的枋山線做為南迴線的路線。1977年列入「十二項建設」並進行規畫。
1980年設立「南迴鐵路工程處」並著手動工開始興建，1984年改以「繼續完成南迴鐵路計畫」併入「十四項建設」中，1985年7月卑南（台東）到知本段通車，1987年12月知本到太麻里段通車，1991年12月全線完工通車，自此臺灣環島鐵路系統終於完成。南迴鐵路工程之艱鉅更甚於北迴鐵路，西經枋寮車站，經古莊、大武、瀧溪、金崙、太麻里、知本等地，途中穿越查留凡山、巴矢山，終點站為臺東（卑南）車站。全線共修築大、小橋樑158座，隧道35座，總長38,202公尺，最長的中央隧道長達8,070公尺，名列臺灣最長鐵路隧道十餘年之久，直至2003年北迴線的新觀音隧道（長10,307公尺）啟用後才退居第二。

## 歷史
- 1985年7月15日：卑南車站（今臺東車站）－知本車站通車，初期用台鐵DR2300型柴油客車行駛。
- 1988年1月1日：知本車站－太麻里車站通車。
- 1989年7月25日：香蘭車站啟用。
- 1991年12月16日：南迴鐵路全線通車，以「招待民眾試乘」名義開行每日一往返台東－高雄間第2051、2054次柴聯自強號，卑南站更名為台東新站，後更名為臺東車站。
- 1992年1月2日：開始臨時營運[4]。
- 1992年10月5日：正式營業[4]。美和車站改名為三和車站。
- 1992年12月16日：南迴鐵路於枋寮車站舉行全線通車典禮，正式通車營業。
- 1997年2月19日：香蘭車站廢除。
- 1997年10月1日：三和車站廢除。
- 2006年7月1日：多良車站裁撤，列車不再停靠該站。
- 2009年8月8日：發生八八水災，因金崙至太麻里的南太麻里溪鐵橋路基流失而暫停行駛。
- 2009年9月15日：南迴線恢復通車，屏東線停駛期間曾協調客運業者接駁從枋寮下車的旅客繼續前往高雄、屏東等地[5]。
- 2010年9月19日：因颱風凡那比造成太麻里溪鐵橋路基流失而暫停行駛[6][7]。
- 2010年9月28日：南迴線恢復通車。
- 2014年11月12日：太麻里溪新橋通車。新橋的建設為避免南迴線「年年颱風年年斷」的情況再度上演而興建，將跨距從原先廿公尺增加到四十公尺，並預留雙線空間。
- 2016年6月28日：啟用多卡通刷卡機。
- 2017年9月23日：配合南迴鐵路電氣化工程，於平日（週一至週四）以及週六晚上封鎖路線施工，同時啟動五次客運替運（高雄－台東、潮州－台東、潮州－枋寮）。
- 2019年12月20日：第五次客運替運結束，夜間班次全面恢復。
- 2020年4月6日－12月15日：再度配合南迴鐵路電氣化工程，於週一至週四以及週六（暑假、國定假日、連續假日（含其前一日）與補上班之週六除外）的21時至翌日6時封鎖路線施工，同時使用第六次客運替駛（枋寮－台東，台東－枋寮－屏東－高雄－新左營）[8][9]。
- 2020年5月28日：多良改線段切換通車，新多良一號隧道亦正式取代瀧溪、大竹四號及多良一號共三座舊隧道。
- 2020年10月1日：枋寮至知本段全線送電[10]。
- 2020年12月23日：南迴鐵路電氣化通車，為臺灣鐵路環島電氣化最後一哩路，臺鐵普悠瑪號及推拉式自強號等電氣化列車正式投入南迴線營運[11]。
- 2021年3月25日：利嘉溪橋改建完工通車。
- 2022年10月5日：南迴線營運30週年，台鐵局發行紀念套票供民眾典藏[12]。

## 車站一覽
（註：車站等級：分為特等、一等、二等、三等、甲簡、乙簡、丙簡、簡易、招呼、號誌）

### 營運中車站及設施

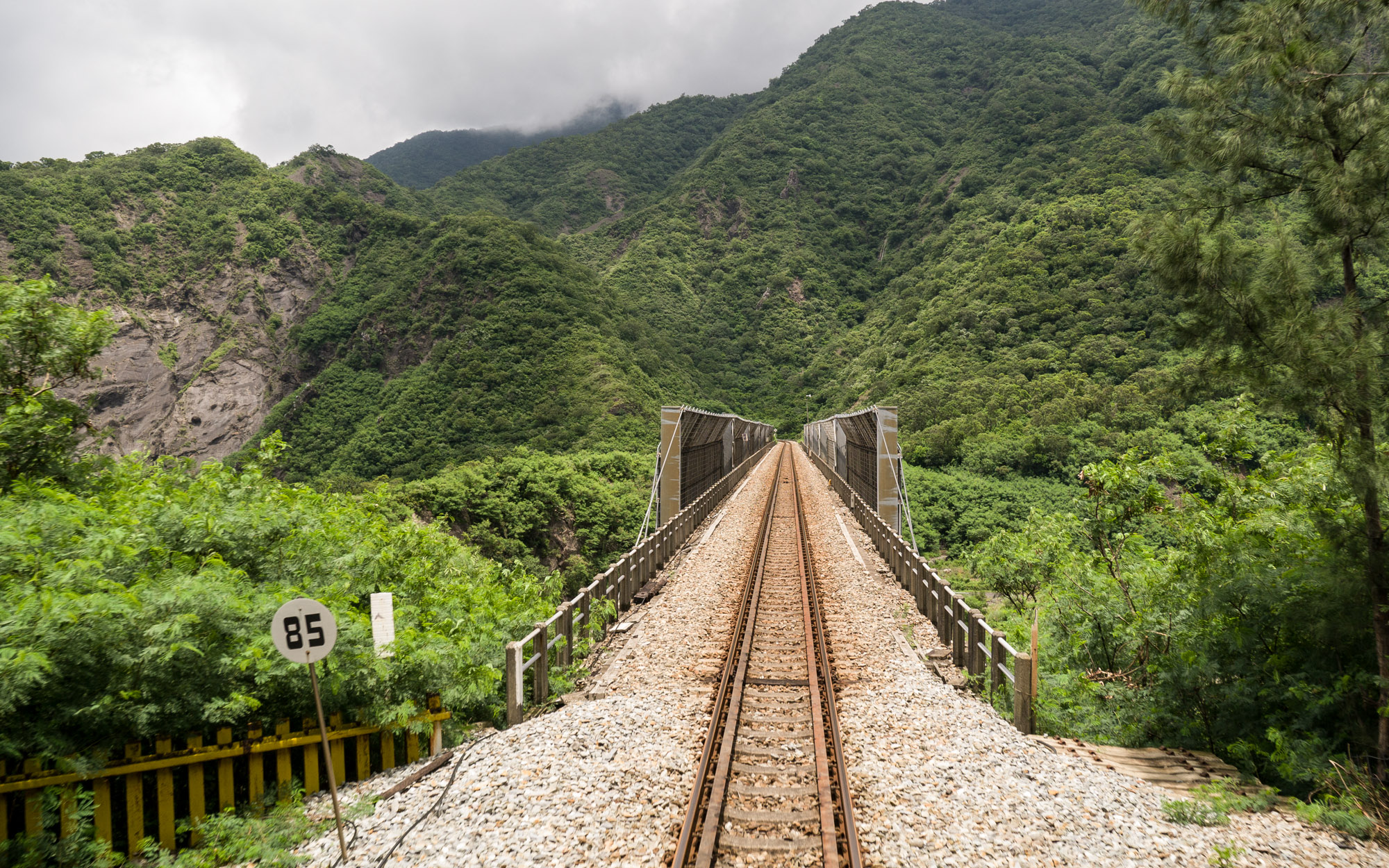
枋野二號橋擁有全臺灣唯一有架設防風護網與風速儀的鐵路橋樑，當風速超過每秒25公尺就會發出指令要求列車停止。

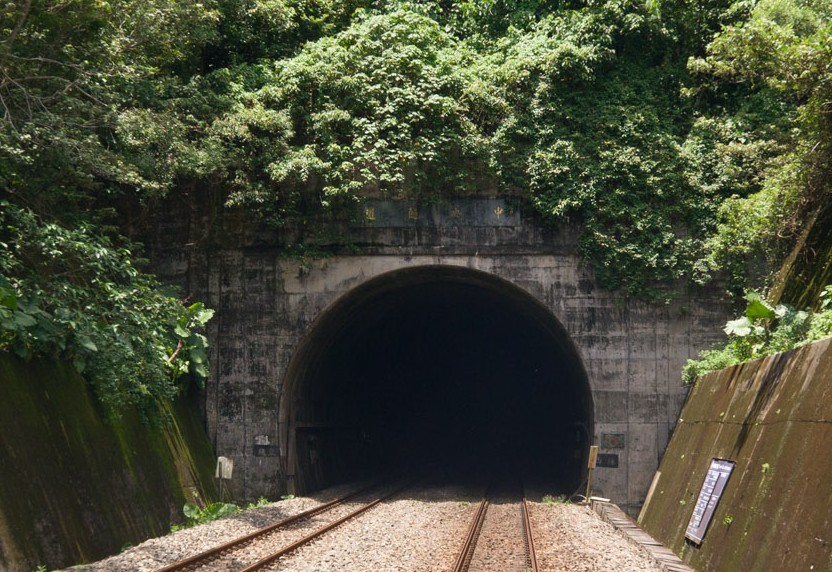
南迴線在中央山脈是以中央隧道穿越主稜的正下方，不僅隧道長度在全線是最長，也是全線在海拔位置是最高點。

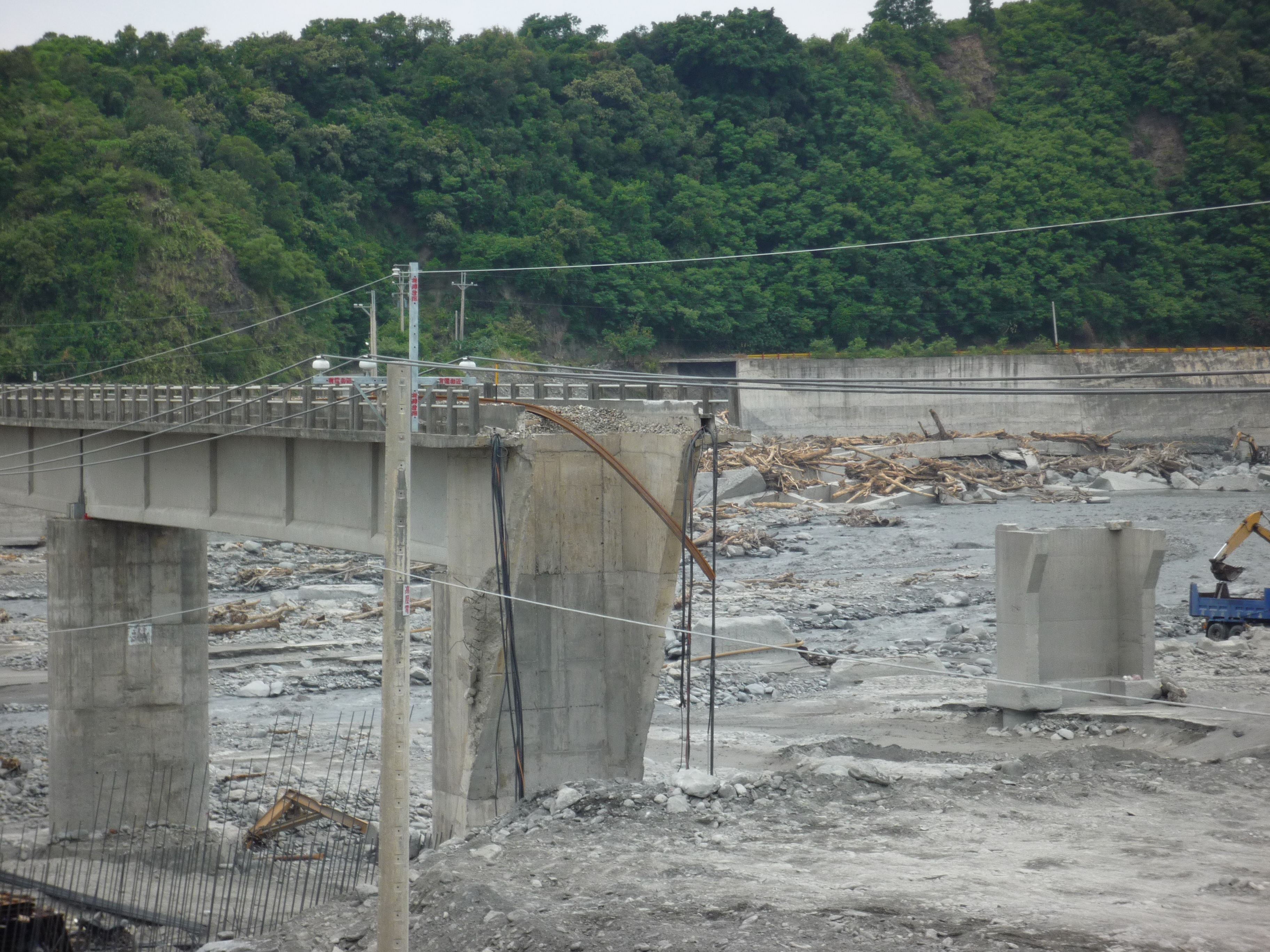
遭八八水災沖斷的南太麻里溪橋

| 車站名稱            | 車站名稱        | 車站代碼 | 營業里程 枋寮起 | 等級 | 續接／交會路線    | 備註 | 所在地 | 所在地   | 所在地 |
| 中文 （國音電碼）   | 英譯            | 車站代碼 | 營業里程 枋寮起 | 等級 | 續接／交會路線    | 備註 | 所在地 | 所在地   | 所在地 |
| ------------------- | --------------- | -------- | --------------- | ---- | ----------------- | --- | ------ | -------- | ------ |
| 南迴線              |                 |          |                 |      |                   | |        |          |        |
| 枋寮 （ㄤㄌ）       | Fangliao        | 5120     | 0.0             | 二等 | →屏東線（終點）   | 南迴線起點；恆春、墾丁門戶 | 屏東縣 | 枋寮鄉   | 枋寮村 |
| 加祿 （ㄐㄌㄨ）     | Jialu           | 5130     | 5.3             | 三等 |                   | 在南迴線中，最晚停靠對號列車的三等站 | 屏東縣 | 枋山鄉   | 加祿村 |
| 內獅 （ㄋㄟㄕ）     | Neishi          | 5140     | 8.7             | 招呼 | →恆春線（計畫中） | 由加祿站管理 | 屏東縣 | 枋山鄉   | 加祿村 |
| 枋山 （ㄤㄕ）       | Fangshan        | 5160     | 13.6            | 乙簡 |                   | 臺灣最南端鐵路車站；由加祿站管理 | 屏東縣 | 獅子鄉   | 內獅村 |
| 枋野 （ㄤㄧ）       | Fangye          | 5170     | 20.5            | 三等 |                   | 為列車交會所設立的車站。 裝置風速監視器，監視鄰近橋樑落山風強度。                                                                          | 屏東縣 | 獅子鄉   | 內獅村 |
| 中央號誌 （ㄤㄏ）   | Central Signal  | ─        | 23.6            | 號誌 |                   | 控管本站至古莊雙線區間（中央隧道）的號誌站；由枋野站管理                                                                                   | 屏東縣 | 獅子鄉   | 內獅村 |
| 古莊號誌 （ㄍㄨㄓ） | Guzhuang Signal | ─        | 40.5            | 號誌 |                   | 彎道月台；車站前後均為隧道，2017年10月1日停辦客運，由三等站裁撤為號誌站，由大武站管理                                                      | 臺東縣 | 大武鄉   | 尚武村 |
| 大武 （ㄉㄚㄨ）     | Dawu            | 5190     | 43.8            | 三等 |                   | 南迴線三大車站之一。 | 臺東縣 | 大武鄉   | 大武村 |
| 瀧溪 （ㄌㄨㄥ）     | Longxi          | 5200     | 55.5            | 乙簡 |                   | 原名大竹，南迴線通車後改為瀧溪 | 臺東縣 | 太麻里鄉 | 多良村 |
| 金崙 （ㄐㄌㄣ）     | Jinlun          | 5210     | 63.9            | 三等 |                   | 鄰近金崙溫泉 | 臺東縣 | 太麻里鄉 | 金崙村 |
| 太麻里 （ㄊㄇㄌ）   | Taimali         | 5220     | 74.9            | 三等 |                   | 南迴線三大車站之一；在「迎接千禧年第一道曙光」活動中聲名大噪；鄰近的平交道由於背景與動漫《灌籃高手》裡的場景相似，因此有「櫻木平交道」之稱 | 臺東縣 | 太麻里鄉 | 大王村 |
| 知本 （ㄓㄅㄣ）     | Zhiben          | 5230     | 86.6            | 三等 |                   | 南迴線三大車站之一，多數列車均有停靠；以知本溫泉聞名                                                                                       | 臺東縣 | 臺東市   | 知本里 |
| 康樂 （ㄎㄌ）       | Kangle          | 5240     | 93.6            | 乙簡 |                   | 鄰近國立台灣史前文化博物館，臺東機場 | 臺東縣 | 臺東市   | 康樂里 |
| 臺東 （ㄊㄞㄉ）     | Taitung         | 6000     | 98.2            | 一等 | →臺東線（終點）   | 舊名卑南，南迴線通車後改稱臺東新站（ㄊㄉㄒ），臺東舊站廢止後改稱臺東車站；臺東線及南迴線終點。                                             | 臺東縣 | 臺東市   | 岩灣里 |

- 註：中央號誌＝古莊間有經過臺東縣達仁鄉，原設有菩安號誌，現已廢止運作。

### 廢止車站及設施
| 車站名稱          | 車站名稱                    | 編號 | 營業里程 枋寮起 | 等級 | 所在區間         | 備註 | 所在地 | 所在地   | 所在地 |
| 中文 （國音電碼） | 英譯                        | 編號 | 營業里程 枋寮起 | 等級 | 所在區間         | 備註 | 所在地 | 所在地   | 所在地 |
| ----------------- | --------------------------- | ---- | --------------- | ---- | ---------------- | --- | ------ | -------- | ------ |
| 菩安號誌 （ㄆㄢ） | Pu'an Signal (Pu-an Signal) | 209  | 31.9            | 號誌 | 中央號誌＝古莊間 | 原規劃為交會站，因中央號誌＝古莊間的設計改為雙線而未設立，已落成之站房轉做號誌繼電器室。                                                              | 臺東縣 | 達仁鄉   | 安朔村 |
| 富山號誌 （ㄈㄨ） | Fushan Signal               | 212  | 51.7            | 號誌 | 大武＝瀧溪間     | 通車後未正式使用；曾安排郵輪式列車於本站臨時停車。 | 臺東縣 | 大武鄉   | 大竹村 |
| 多良 （ㄉㄛㄌ）   | Duoliang                    | 214  | 60.9            | 招呼 | 瀧溪＝金崙間     | 車站前後均為隧道；2006年7月1日停止營業並於同年10月1日裁撤，現已封閉出入口。因為其週邊的風景和可遠眺海景之地利，仍會安排郵輪式列車於原有月台臨時停車。 | 臺東縣 | 太麻里鄉 | 多良村 |
| 香蘭 （ㄒㄤㄌ）   | Xianglan (Hsianglan)        | 216  | 69.8            | 三等 | 金崙＝太麻里間   | | 臺東縣 | 太麻里鄉 | 香蘭村 |
| 三和 （ㄕㄏ）     | Sanhe (Sanho)               | 218  | 82.2            | 三等 | 太麻里＝知本間   | | 臺東縣 | 太麻里鄉 | 三和村 |

## 中斷紀錄

### 莫拉克風災
- 2009年八八水災：鐵橋與鐵軌路基遭到沖斷，於同年9月15日復駛。[14]

### 凡那比風災
- 2010年凡那比颱風：太麻里溪橋路基掏空，近100公尺的橋梁懸掛半空中，台東（卑南）至大武間，暫以公路客運接駁，於同年9月29日復駛。[15]

### 康芮風災
- 2013年8月31日，因為土石流造成枋寮大武間隧道口崩落，302次自強號撞上土石流，造成車廂分離、脫軌事故[16]，枋寮大武間路線中斷，至同年9月3日復駛[17]。停駛期間鐵路局在屏東的枋寮站和台東大武站安排客運接駁車，輸運上千人次。因為南迴線未全面裝設邊坡偵測器，導致無法事先預警此次事故，中華民國交通部預計將投資新臺幣50億元增設邊坡偵測器[18]。

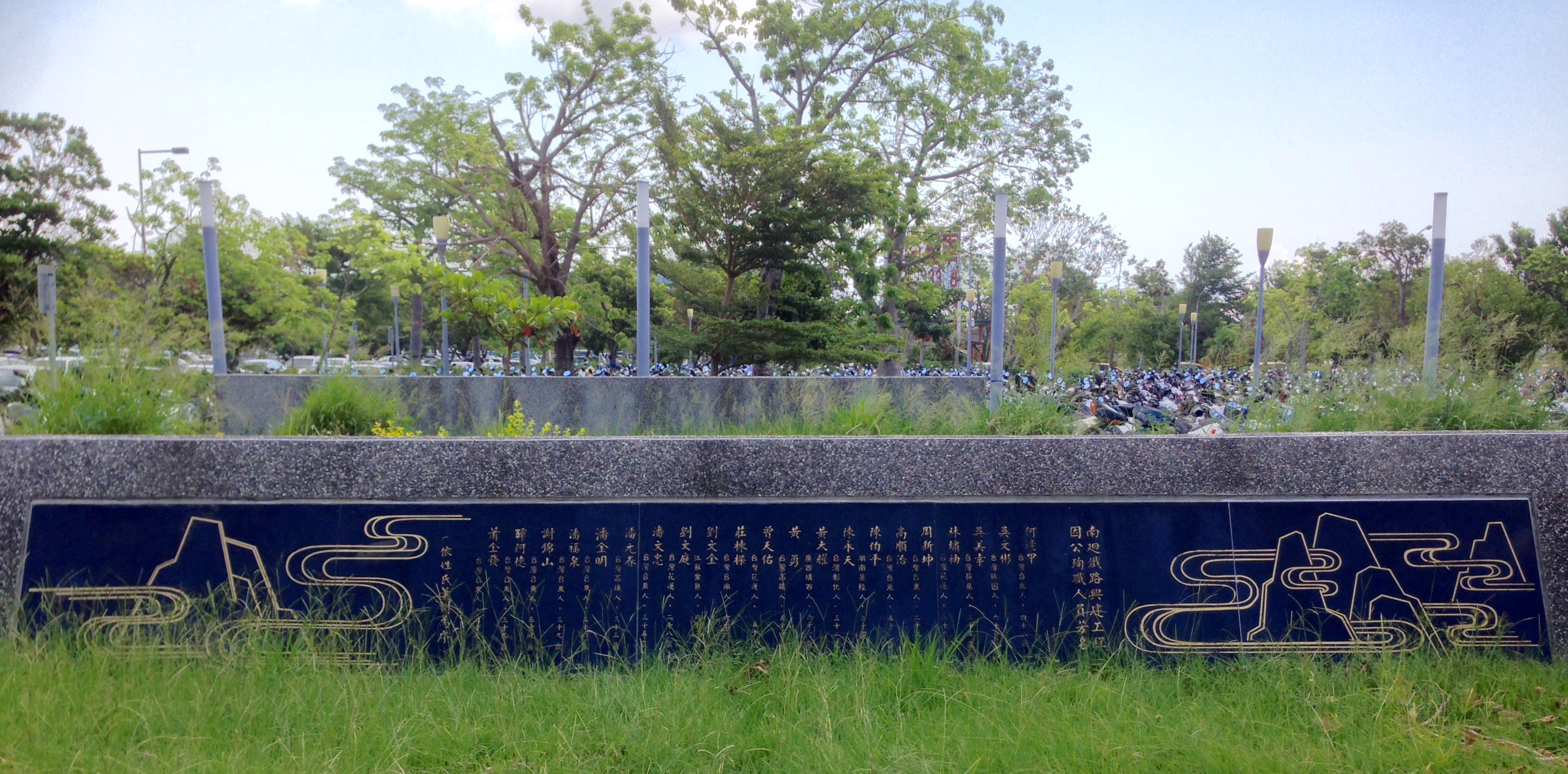
南迴鐵路殉職人員紀念碑

## 未來計畫

### 恆春支線新建計畫
- 自南迴線內獅站為起點，恆春為終點，目的在疏緩假日往恆春、墾丁的壅塞。
- 目前已完成可行性研究，並獲得中華民國國家發展委員會審核通過。

## 相關影視
以臺鐵南迴線鐵道或列車作為舞台背景的影視作品：
電視劇
- 車站人生[19]

紀錄片
- 2023年《南方，寂寞鐵道》[20][21][22]

## 外部連結
- 交通部臺灣鐵路管理局（页面存档备份，存于）